# Diadasia mendozana
Diadasia mendozana är en biart som först beskrevs av Juan Brèthes 1910.  Diadasia mendozana ingår i släktet Diadasia och familjen långtungebin. Inga underarter finns listade i Catalogue of Life.